# Robert Pitt
Robert Pitt (1680 - 21 mai 1727) est un homme politique britannique qui siège à la Chambre des communes de 1705 à 1727. Il est le père et le grand-père de deux premiers ministres, William Pitt l'Ancien et William Pitt le Jeune.

## Jeunesse
Il est le fils aîné du gouverneur Thomas Pitt, un homme d'affaires qui fait fortune pendant son séjour en Inde. Le gouverneur Pitt construit la fortune de la famille grâce à l’acquisition du Régent (diamant) qu’il revend ensuite avec un profit important. Le diamant est introduit en Grande-Bretagne dans le talon de la botte de Robert Pitt. En 1704, Pitt épouse Harriet Villiers la fille d'Edward FitzGerald-Villiers et de l'héritière irlandaise Katherine FitzGerald.

## Carrière politique
En 1705, Pitt est réélu député d'Old Sarum, un Bourg pourri contrôlé par sa famille. Il conserve son siège aux élections générales de 1708, mais en 1710, son père ne le propose pas et il est réélu à son compte en tant que député de Salisbury. Lors de l'élection générale de 1713 à Salisbury, il se classe troisième lors du scrutin, mais son père le place ensuite à Old Sarum, où il est réélu. Lors des élections générales de 1715, Pitt se présente à Old Sarum et à Salisbury, mais n'est réélu que pour Old Sarum. Aux élections générales de 1722, il se présente à Old Sarum et à Okehampton, et choisit de siéger à Okehampton, où il reste jusqu'à sa mort. À la différence du reste de sa famille, qui est whig, Robert Pitt est un conservateur probablement en partie en résistance à son père dominateur.

## Famille

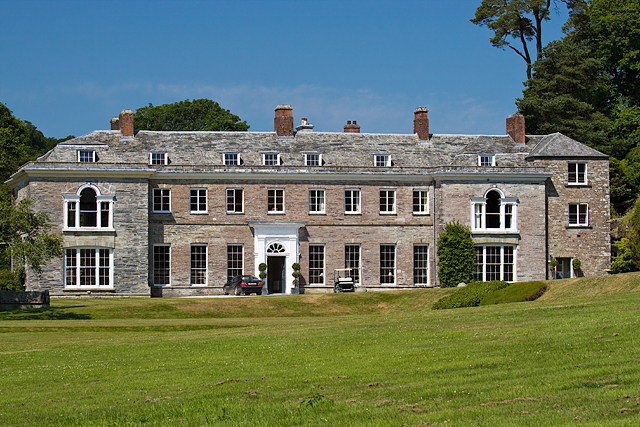
Boconnoc House, Cornouailles

Pitt hérite de la propriété familiale de Boconnoc après le décès de son père en 1726. Cependant, il meurt l'année suivante. Il laisse deux fils et cinq filles. Son fils aîné, Thomas Pitt, est également député et siège pour Okehampton. La succession de Pitt lui est entièrement transmise. Son deuxième fils est William Pitt l'Ancien, un homme d'État britannique qui dirige le pays à trois reprises en 1756–1757, 1757–1762 et 1766–1768. Sa fille Harriott épouse William Corbet (5e baronnet). Son petit-fils, William Pitt le Jeune devient Premier ministre en 1783. Pitt est également le beau-frère du général James Stanhope, par l'intermédiaire de sa sœur Lucy Pitt.